# Збірна Гвінеї з футболу
Збірна Гвінеї з футболу — представляє Гвінею в міжнародних матчах і турнірах з футболу. Керується Футбольною федерацією Гвінеї.

## Чемпіонат світу
- 1930–1962 — не брала участі
- 1966 — відмовився від участі
- 1970 — заявка відхилена ФІФА
- 1974–1998 — не пройшла кваліфікацію
- 2002 — дискваліфікована ФІФА під час кваліфікації
- 2006–2014 — не пройшла кваліфікацію

## Кубок Африки
- 1957–1962 — не брала участі
- 1963 — дискваліфікована
- 1965 — не пройшла кваліфікацію
- 1968 — не пройшла кваліфікацію
- 1970 — груповий турнір
- 1972 — не пройшла кваліфікацію
- 1974 — груповий турнір
- 1976 — друге місце
- 1978 — не пройшла кваліфікацію
- 1980 — груповий турнір
- 1982–1992 — не пройшла кваліфікацію
- 1994 — груповий турнір
- 1996 — не пройшла кваліфікацію
- 1998 — груповий турнір
- 2000 — не пройшла кваліфікацію
- 2002 — дискваліфікована
- 2004 — чвертьфінал
- 2006 — чвертьфінал
- 2008 — чвертьфінал
- 2010 — не пройшла кваліфікацію
- 2012 — груповий турнір
- 2013 — не пройшла кваліфікацію
- 2015 — чвертьфінал
- 2017 — не пройшла кваліфікацію
- 2019 — 1/8 фіналу
- 2023 — чвертьфінал